# Pseudolecanactis
Pseudolecanactis filicicola — вид грибів, що належить до монотипового роду  Pseudolecanactis.